# Podgorje Bračevačko
Podgorje Bračevačko je naselje u Hrvatskoj, regiji Slavoniji u Osječko-baranjskoj županiji i nalazi se u sastavu općine Drenje.

## Zemljopisni položaj
Podgorje Bračevačko se nalazi na 178 metara nadmorske visine na jugoistočnim obroncima Krndije. Susjedna naselja: sjeveroistočno je Bučje Gorjansko, jugoistočno je Slatinik Drenjski, južno Borovik, te zapadno Borovik. Sjeverozapadno su Kršinci, a sjeverno Ostrošinci naselja u susjednoj općini Podgorač. Pripadajući poštanski broj je 31433 Podgorač, telefonski pozivni 031 i registarska pločica vozila DJ (Đakovo). Površina katastarske jedinice naselja Podgorje Bračevačko je 9,93 km2.

## Stanovništvo
Prema popisu iz 2011. naselje je imalo 70 stanovnika.
| broj stanovnika | 206   | 240   | 211   | 239   | 259   | 394   | 389   | 470   | 202   | 220   | 185   | 186   | 137   | 78    | 79    | 70    | 48    |
|                 | 1857. | 1869. | 1880. | 1890. | 1900. | 1910. | 1921. | 1931. | 1948. | 1953. | 1961. | 1971. | 1981. | 1991. | 2001. | 2011. | 2021. |

Do 1900. iskazivano pod imenom Podgorje.

## Vanjska poveznica
- Arkod preglednik

|  | Portal Hrvatske – Pristup člancima s tematikom o Hrvatskoj. |